# 6-Stunden-Rennen von Mugello 1978

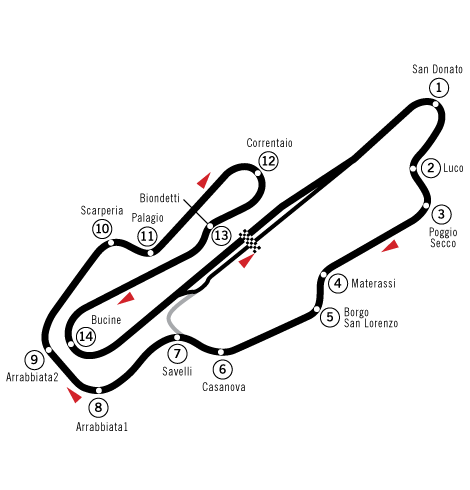
Autodromo Internazionale del Mugello

Das 6-Stunden-Rennen von Mugello 1978, auch 6 h Mugello, fand am 19. März auf dem Autodromo Internazionale del Mugello statt. Das Rennen war der dritte Wertungslauf der Sportwagen-Weltmeisterschaft dieses Jahres.

## Das Rennen
Nach drei Wertungsläufen in Nordamerika war das 6-Stunden-Rennen von Mugello 1978 das erste Rennen in Europa. Zwei dieser drei Rennen zählten zur Wertung der Langstrecken-Fahrer, die 1978 provisorisch eingeführt wurde und dadurch einigen nordamerikanischen Rennen einen Weltmeisterschaftsstatus brachte. Die Veranstaltung in Mugello war die zweite der Marken-Weltmeisterschaft 1978. Die Saison begann Anfang Februar mit dem 24-Stunden-Rennen von Daytona und dem Sieg von Rolf Stommelen, Toine Hezemans und Peter Gregg im Brumos-Porsche 935/77. Es folgte ein weiterer Porsche-Gesamtsieg, der beim 12-Stunden-Rennen von Sebring von Brian Redman, Charles Mendez und Bob Garretson eingefahren wurde. Auf der Hochgeschwindigkeitspiste von Talladega siegten im April Peter Gregg und Brad Frisselle.
Schnellster im Qualifikationstraining war John Fitzpatrick, der im Gelo-Racing-Porsche 935/77A eine Zeit von 1:55,420 Minuten erzielte. Während das Training unter trockenen Fahrbedingungen stattfand, regnete er am Renntag. Auf der nassen Bahn führte lange Zeit der aus der Pole-Position gestartete Porsche mit der Nummer 11. Als der Wagen nach einem Reparaturstopp zurückfiel, wechselte Fitzpatrick zu Hezemans und Hans Heyer in den Wagen mit der Nummer 12, der das Rennen mit einer Runde Vorsprung auf den Konrad-Porsche gewann.

## Ergebnisse

### Schlussklassement
| 1               | Gr. 5 | 12 | Gelo Racing Team      | Toine Hezemans Hans Heyer John Fitzpatrick         | Porsche 935/77A     | 176 |
| 2               | Gr. 5 | 15 | Konrad Racing         | Franz Konrad Reinhold Joest Volkert Merl           | Porsche 935/77A     | 175 |
| 3               | Gr. 5 | 31 | Faltz Preparation     | Dieter Quester Derek Bell                          | BMW 320i            | 174 |
| 4               | Gr. 5 | 22 | Meccarillos Racing    | Claude Haldi Herbert Müller                        | Porsche 935         | 174 |
| 5               | Gr. 5 | 3  | Jolly Club            | Martino Finotto Carlo Facetti                      | Porsche 935         | 174 |
| 6               | Gr. 5 | 23 | BMW Sweden            | Bo Emanuelsson Anders Olofsson                     | BMW 320i            | 174 |
| 7               | Gr. 5 | 8  | Porsche Kremer Racing | Dieter Schornstein Louis Krages Bob Wollek         | Porsche 935/77A     | 169 |
| 8               | Gr. 5 | 21 | Maurizio Micangeli    | Maurizio Micangeli Carlo Pietromarchi              | De Tomaso Pantera   | 161 |
| 9               | Gr. 5 | 11 | Gelo Racing Team      | John Fitzpatrick Klaus Ludwig Toine Hezemans       | Porsche 935/77A     | 157 |
| 10              | Gr. 5 | 32 | BMW Belgium           | Patrick Nève Harald Grohs                          | BMW 320i            | 154 |
| 11              | GT    | 4  | Jolly Club            | Fulvio Bacchelli Claudio Magnani                   | Lancia Stratos      | 154 |
| 12              | GT    | 27 | Max Moritz            | Edgar Dören Gerhard Holup                          | Porsche 934         | 154 |
| 13              | GT    | 25 | Antonio Ferrari       | Antonio Ferrari Romeo Camathias Francesco Pacetta  | Porsche 934         | 153 |
| 14              | GT    | 42 | Hans Forster          | Franz Gschwender Hans Forster                      | Porsche 934         | 152 |
| 15              | Gr. 5 | 16 | ASA Cachia            | Claude Ballot-Léna Jean-Louis Lafosse              | Porsche 935         | 141 |
| 16              | Gr. 5 | 19 | Klaus Drees           | Klaus Drees Wolfgang Kauwertz                      | Porsche 935         | 133 |
| 17              | Gr. 5 | 7  | Sportwagen            | Mario Casoni Corrado Manfredini                    | Porsche 935         | 133 |
| Ausgefallen     |       |    |                       |                                                    |                     |     |
| 18              | Gr. 5 | 9  | Porsche Kremer Racing | Bob Wollek Henri Pescarolo                         | Porsche 935/77A     | 32  |
| 19              | Gr. 5 | 2  | BMW Schweiz           | Marc Surer Freddy Kottulinsky                      | BMW 320i            |     |
| 20              | GT    | 5  | Jolly Club            | Michele di Gioia Girolamo Capra                    | Porsche 934         |     |
| 21              | GT    | 14 | Wrangler Racing       | Preben Kristoffersen Eberhard Sindel               | Porsche Carrera RSR |     |
| 22              | GT    | 18 | Angelo Pallavicini    | Angelo Pallavicini Peter Bernhard                  | Porsche 934         |     |
| 23              | Gr. 5 | 19 | Carlo Rebai           | Carlo Rebai Anna Cambiaghi                         | Porsche 935         |     |
| 24              | Gr. 5 | 26 | Vittorio Coggiola     | Piero Monticone Vittorio Coggiola                  | Porsche 935         |     |
| 25              | Gr. 5 | 36 | BMW Italia – Osella   | Eddie Cheever Giorgio Francia                      | BMW 320i            |     |
| 26              | Gr. 5 | 37 | Alessandro Fracastoro | Luigi Laschi Vittorio Ciardi Alessandro Fracastoro | Alfa Romeo GTA      |     |
| 27              | Gr. 5 | 41 |                       | Don Carter Dante Gargan                            | BMW 320i            |     |
| Nicht gestartet |       |    |                       |                                                    |                     |     |
| 28              | Gr. 5 | 1  | BMW Motorsport        | Manfred Winkelhock Bruno Giacomelli                | BMW 320i Turbo      | 1   |

1 Motorschaden im Training

### Nur in der Meldeliste
Hier finden sich Teams, Fahrer und Fahrzeuge, die ursprünglich für das Rennen gemeldet waren, aber aus den unterschiedlichsten Gründen daran nicht teilnahmen.
| Pos. | Klasse | Nr. | Team                  | Fahrer                                      | Chassis        |
| ---- | ------ | --- | --------------------- | ------------------------------------------- | -------------- |
| 29   | GT     | 6   | Giuseppe Bianco       | Giuseppe Bianco Peppino Zonca Franco Bianco | Porsche 934    |
| 30   | Gr. 5  | 25  | Anne-Charlotte Verney | Hubert Striebig Anne-Charlotte Verney       | Porsche 935    |
| 31   | GT     | 28  | Lombardi Leim         | Kenneth Leim Lella Lombardi                 | Porsche 934    |
| 32   | Gr. 5  | 33  | Scuderia Vesuvio      | Luigi Rampa Claudio Francisci               | Alfa Romeo GTA |
| 33   | Gr. 5  | 34  | Heidegger             | Walter Brun Edy Brandenberger               | BMW 320i       |
| 34   | Gr. 5  | 35  | Vastkuststugan        | Kurt Simonsen Jan Lundgardh                 | Porsche 935    |
| 35   | Gr. 5  | 38  | Jolly Club            |                                             | Ford Escort    |
| 36   | Gr. 5  | 39  | Scuderia Vesuvio      | Cosimo Turizio Ciro Nappi                   | Ford Escort    |

### Klassensieger
| Klasse | Fahrer          | Fahrer          | Fahrer           | Fahrzeug        | Platzierung im Gesamtklassement |
| ------ | --------------- | --------------- | ---------------- | --------------- | ------------------------------- |
| Gr. 5  | Toine Hezemans  | Hans Heyer      | John Fitzpatrick | Porsche 935/77A | Gesamtsieg                      |
| GT     | Fulvio Ballabio | Claudio Magnani |                  | Lancia Stratos  | Rang 11                         |

### Renndaten
- Gemeldet: 36
- Gestartet: 27
- Gewertet: 17
- Rennklassen: 2
- Zuschauer: 5000
- Wetter am Renntag: kalt und regnerisch
- Streckenlänge: 5,245 km
- Fahrzeit des Siegerteams: 6:01:49,400 Stunden
- Gesamtrunden des Siegerteams: 176
- Gesamtdistanz des Siegerteams: 923,120 km
- Siegerschnitt: 153,078 km/h
- Pole Position: John Fitzpatrick – Porsche 935/77A (#11) – 1:55,420 = 163,594 km/h
- Schnellste Rennrunde: Toine Hezemans – Porsche 935/77A (#12) – 1:56,900 = 161,522 km/h
- Rennserie: 3. Lauf zur Sportwagen-Weltmeisterschaft 1978